# Agrias lesoudieri
Agrias lesoudieri är en fjärilsart som beskrevs av Le Moult 1925. Agrias lesoudieri ingår i släktet Agrias och familjen praktfjärilar. Inga underarter finns listade i Catalogue of Life.